# Gertrud Bing
Gertrud Bing (Hamburg, 7 juni 1892 – Londen, 3 juli 1964) was een Duitse kunsthistoricus en directeur van het Warburg Instituut.

## Biografie
Bing is geboren in Hamburg als dochter van Moritz Bing (1839-1898) en Emma Jonas (1855-1912). In 1921 behaalde ze haar doctoraat in filosofie aan de Universiteit van Hamburg. Hierna werkte ze als bibliothecaris in het Kulturwissenschaftlige Bibliothek Warburg (KBW), waar ze in 1927 assistent-directeur zou worden, alsook assistent van Aby Warburg. Met Warburg cultiveerde Bing een diepgaande intellectuele en emotionele relatie. Samen met Fritz Saxl assisteerde ze Warburg in het uitwerken van zijn theorieën, lezingen en zijn laatste schepping: de Bilderatlas Mnemosyne.
In 1933 emigreerde ze met het KBW naar Londen, na de overwinning van de NSDAP. In 1944 werd de bibliotheek geïntegreerd in The Warburg Institute in de Universiteit van Londen. Twee jaar later verkreeg ze het Britse burgerschap. Nadat Henri Frankfort, wie Saxl opvolgde als directeur van het instituut, onverwachts overleed, werd Bing directeur. Ze was directeur van het instituut en Professor van de History of Classical Tradition aan de universiteit van 1955 tot haar pensioen in 1959.
Gertrud Bing overleed op 3 juli 1964 na een plotse ziekte.

## Publicaties
- Fragments sur Aby Warburg. Documents originaux et leur traduction française. Avant-propos de Carlo Ginzburg, Ed. Philippe Despoix en Martin Treml, Parijs 2019

- Bibsys: 99035539
- Bibliothèque nationale de France: cb178798459 (data)
- CiNii: DA15662643
- Gemeinsame Normdatei: 116183853
- International Standard Name Identifier: 0000 0000 6122 2281
- Library of Congress Control Number: n98005300
- Nationale Bibliotheek van Israël: 987007258616805171
- Nederlandse Thesaurus van Auteursnamen: 332026418
- Réseau des bibliothèques de Suisse occidentale: 02-A003007828
- SNAC: w6545b51
- Système universitaire de documentation: 061334723
- Virtual International Authority File: 3215209
- WorldCat: E39PBJkxFDf6YgghDCYrvhRkDq